# NGC 3015
NGC 3015 je galaksija u zviježđu Sekstantu.

## Vanjske poveznice
- SEDS: NGC 3015